# Perizoma rostrinotata
Perizoma rostrinotata là một loài bướm đêm trong họ Geometridae.